# San Giovanni a Porta Latina (titolo cardinalizio)
San Giovanni a Porta Latina (in latino: Titulus Sancti Ioannis ante Portam Latinam) è un titolo cardinalizio istituito da papa Leone X il 6 luglio 1517, quando in occasione del concistoro del 1º luglio incrementò notevolmente il numero dei cardinali. Il titolo insiste sulla chiesa di San Giovanni a Porta Latina, la quale è affidata alla cura dell'Istituto della carità.
Dal 27 agosto 2022 il titolare è il cardinale Adalberto Martínez Flores, arcivescovo metropolita di Asunción.

## Titolari
Si omettono i periodi di titolo vacante non superiori ai 2 anni o non storicamente accertati.
- Giovanni Domenico De Cupis (6 luglio 1517 - 17 agosto 1524); in commendam (17 agosto 1524 - 3 settembre 1529 dimesso)
- Mercurino Arborio di Gattinara (3 settembre 1529 - 5 giugno 1530 deceduto)
- Gabriel de Grammont (22 giugno 1530 - 9 gennaio 1531 nominato cardinale presbitero di Santa Cecilia)
- Juan Pardo de Tavera (27 aprile 1531 - 1º agosto 1545 deceduto)
  - Titolo vacante (1545 - 1550)
- Francisco Mendoza Bobadilla (28 febbraio 1550 nominato cardinale presbitero di Sant'Eusebio)
  - Titolo vacante (1550 - 1556)
- Jean Suau (13 gennaio 1556 - 26 aprile 1560 nominato cardinale presbitero di Santa Prisca)
- Girolamo da Correggio (3 giugno 1561 - 5 maggio 1562 nominato cardinale presbitero di Santo Stefano al Monte Celio)
  - Titolo vacante (1562 - 1565)
- Flavio Orsini (15 maggio 1565 - 17 novembre 1565); in commendam (17 novembre 1565 - 16 maggio 1581 deceduto)
- Alessandro Crivelli (o Cribelli) (8 febbraio 1566 - 1568 ?), diaconia pro illa vice (1568 ? - 20 novembre 1570 nominato cardinale presbitero di Santa Maria in Ara Coeli)
- Giovanni Gerolamo Albani (20 novembre 1570 - 15 aprile 1591 deceduto)
- Ottavio Paravicini (20 novembre 1591 - 9 marzo 1592 nominato cardinale presbitero dei Santi Bonifacio e Alessio)
  - Titolo vacante (1592 - 1599)
- Alfonso Visconti (7 marzo 1599 - 24 gennaio 1600 nominato cardinale presbitero di San Sisto)
  - Titolo vacante (1600 - 1605)
- Bernard Maciejowski (31 luglio 1606 - 19 gennaio 1608 deceduto)
  - Titolo vacante (1608-1616)
- Francesco Vendramin (28 novembre 1616 - 7 ottobre 1619 deceduto)
- Guido Bentivoglio (17 maggio 1621 - 26 ottobre 1622 nominato cardinale presbitero di Santa Maria del Popolo)
  - Titolo vacante (1622 - 1647)
- Francesco Cherubini (16 dicembre 1647 - 24 aprile 1656 deceduto)
- Francesco Paolucci (23 aprile 1657 - 9 luglio 1661 deceduto)
  - Titolo vacante (1661 - 1666)
- Cesare Maria Antonio Rasponi (15 marzo 1666 - 21 novembre 1675 deceduto)
- Mario Alberizzi (23 marzo 1676 - 29 giugno 1680 deceduto)
- Stefano Agostini (22 settembre 1681 - 21 marzo 1683 deceduto)
  - Titolo vacante (1683 - 1686)
- Jan Kazimierz Denhoff (30 settembre 1686 - 20 giugno 1697 deceduto)
  - Titolo vacante (1697 - 1700)
- Sperello Sperelli (3 febbraio 1700 - 22 marzo 1710 deceduto)
- Pier Marcellino Corradini (21 novembre 1712 - 11 settembre 1726); in commendam (11 settembre 1726 - 10 aprile 1734 dimesso)
- Pietro Maria Pieri, O.S.M. (12 aprile 1734 - 27 gennaio 1743 deceduto)
- Francesco Landi (13 settembre 1745 - 11 febbraio 1757 deceduto)
  - Titolo vacante (1757 - 1760)
- Luigi Gualterio (24 marzo 1760 - 24 luglio 1761 deceduto)
- Simone Buonaccorsi (22 agosto 1763 - 27 aprile 1776 deceduto)
- Giacinto Sigismondo Gerdil, B. (30 marzo 1778 - 20 settembre 1784 nominato cardinale presbitero di Santa Cecilia)
  - Titolo vacante (1784 - 1794)
- Antonio Dugnani (12 settembre 1794 - 23 dicembre 1801 nominato cardinale presbitero di Santa Prassede)
  - Titolo vacante (1801 - 1805)
- Jean-Baptiste de Belloy-Morangle (1º febbraio 1805 - 10 giugno 1808 deceduto)
  - Titolo vacante (1808 - 1816)
- Camillo de Simeoni (23 settembre 1816 - 2 gennaio 1818 deceduto)
  - Titolo vacante (1818 - 1830)
- Remigio Crescini, O.S.B. Cas. (5 luglio 1830 - 20 luglio 1830 deceduto)
- Giacomo Luigi Brignole (23 giugno 1834 - 13 settembre 1838); in commendam (13 settembre 1838 - 11 giugno 1847 nominato cardinale vescovo di Sabina)
  - Titolo vacante (1847 - 1859)
- Camillo Di Pietro (15 aprile 1859 - 20 settembre 1867 nominato cardinale vescovo di Albano)
  - Titolo vacante (1867 - 1874)
- Joseph Hippolyte Guibert, O.M.I. (15 giugno 1874 - 8 luglio 1886 deceduto)
- Benoît-Marie Langénieux (17 marzo 1887 - 1º gennaio 1905 deceduto)
- Gregorio María Aguirre y García, O.F.M. (19 dicembre 1907 - 10 ottobre 1913 deceduto)
- Felix von Hartmann (28 maggio 1914 - 11 novembre 1919 deceduto)
- Edmund Dalbor (18 dicembre 1919 - 13 febbraio 1926 deceduto)
  - Titolo vacante (1926 - 1929)
- Joseph MacRory (19 dicembre 1929 - 13 ottobre 1945 deceduto)
- Josef Frings (22 febbraio 1946 - 17 dicembre 1978 deceduto)
- Franciszek Macharski (30 giugno 1979 - 2 agosto 2016 deceduto)
- Renato Corti (19 novembre 2016 - 12 maggio 2020 deceduto)
- Adalberto Martínez Flores, dal 27 agosto 2022